# Câu lạc bộ bóng đá trong nhà Thai Port
Câu lạc bộ bóng đá trong nhà Port (tiếng Thái: สโมสรฟุตซอลการท่าเรือ) là đội bóng đá trong nhà Thái Lan. Họ hiện đang chơi ở Giải bóng đá trong nhà Thái Lan.

## Danh hiệu

### Giải đấu thường niên
- Giải bóng đá trong nhà Thái Lan
  - Vô địch (1): 2007
  - Á quân (3): 2010, 2012–13, 2014
  - Đứng thứ 3 (2): 2011-12, 2015

### Continental
- AFC Futsal Club Championship
  - 4th Place (1): 2010

### Khu vực
- AFF Futsal Club Championship
  - Vô địch (1): 2015, 2016

## Đội hình hiện tại
Ghi chú: Quốc kỳ chỉ đội tuyển quốc gia được xác định rõ trong điều lệ tư cách FIFA. Các cầu thủ có thể giữ hơn một quốc tịch ngoài FIFA.
| Số | VT | Quốc gia | Cầu thủ                   |
| -- | -- | -------- | ------------------------- |
| 2  | TM | Thái Lan | Prakit Dankhuntod         |
| 3  |    | Thái Lan | Watchara Laisri           |
| 5  |    | Thái Lan | Warin Romanee (c)         |
| 6  | HV | Thái Lan | Lertchai Issarasuwipakorn |
| 7  | HV | Thái Lan | Chaivat Jamgrajang        |
| 8  |    | Thái Lan | Nattapol Janhomhual       |
| 9  |    | Brasil   | Thiago Mora De Oliveira   |
| 10 | HV | Brasil   | Marcos De Mendonca        |

| Số | VT | Quốc gia | Cầu thủ                 |
| -- | -- | -------- | ----------------------- |
| 11 |    | Thái Lan | Ratthakorn Tabdoung     |
| 13 |    | Thái Lan | Noppadol Kokpermsub     |
| 14 | HV | Thái Lan | Pornmongkol Srisubseang |
| 17 |    | Thái Lan | Thananchai Chomboon     |
| 18 | TM | Thái Lan | Kanison Phoopan         |
| 19 | TV | Thái Lan | Rattikun Plonghirun     |